# Gasselternijveen
Gasselternijveen est un village dans la commune néerlandaise d'Aa en Hunze, dans la province de Drenthe.